# ヴァルショフ - リーマルジョフ線
ヴァルショフ～リーマルジョフ線（チェコ語: Železniční trať Valšov–Rýmařov）は、チェコ国鉄の鉄道線の名称である。路線番号は311。
1878年、モラヴィア・スレスコ中央鉄道によって開業した。

## 運行形態
全て各駅停車で、2時間に1本の運行。一日2往復を除く全便が310号線に直通し、ほとんどがオパヴァまで直通する。

## 駅一覧
以下では、チェコ国鉄311号線の駅と営業キロ、停車列車、接続路線などを一覧表で示す。なお、全て各駅停車である。
| 路線名 | 駅名                       | 駅間営業キロ | 累計営業キロ | 接続路線 | 所在地                 | 所在地         |
| ------ | -------------------------- | ------------ | ------------ | -------- | ---------------------- | -------------- |
| 310    | ブルンタール駅             | -            | 7.9          | 310号線  | モラヴィア・スレスコ州 | ブルンタール郡 |
| 311    | ヴァルショフ駅             | 7.9          | 0.0          | 310号線  | モラヴィア・スレスコ州 | ブルンタール郡 |
| 311    | ブルジドリチナー・レスィ駅 | 3.1          | 3.1          |          | モラヴィア・スレスコ州 | ブルンタール郡 |
| 311    | ブルジドリチナー駅         | 1.7          | 4.8          |          | モラヴィア・スレスコ州 | ブルンタール郡 |
| 311    | ブルジドリチナー停留所     | 1.1          | 5.9          |          | モラヴィア・スレスコ州 | ブルンタール郡 |
| 311    | ヴェルカー・シターフレ駅   | 2.6          | 8.5          |          | モラヴィア・スレスコ州 | ブルンタール郡 |
| 311    | ヤマルチツェ駅             | 2.9          | 11.4         |          | モラヴィア・スレスコ州 | ブルンタール郡 |
| 311    | リーマルジョフ駅           | 2.7          | 14.1         |          | モラヴィア・スレスコ州 | ブルンタール郡 |